# Brympton
Brympton is een civil parish in het bestuurlijke gebied South Somerset, in het Engelse graafschap Somerset met 7308 inwoners.